# تربية الأرانب

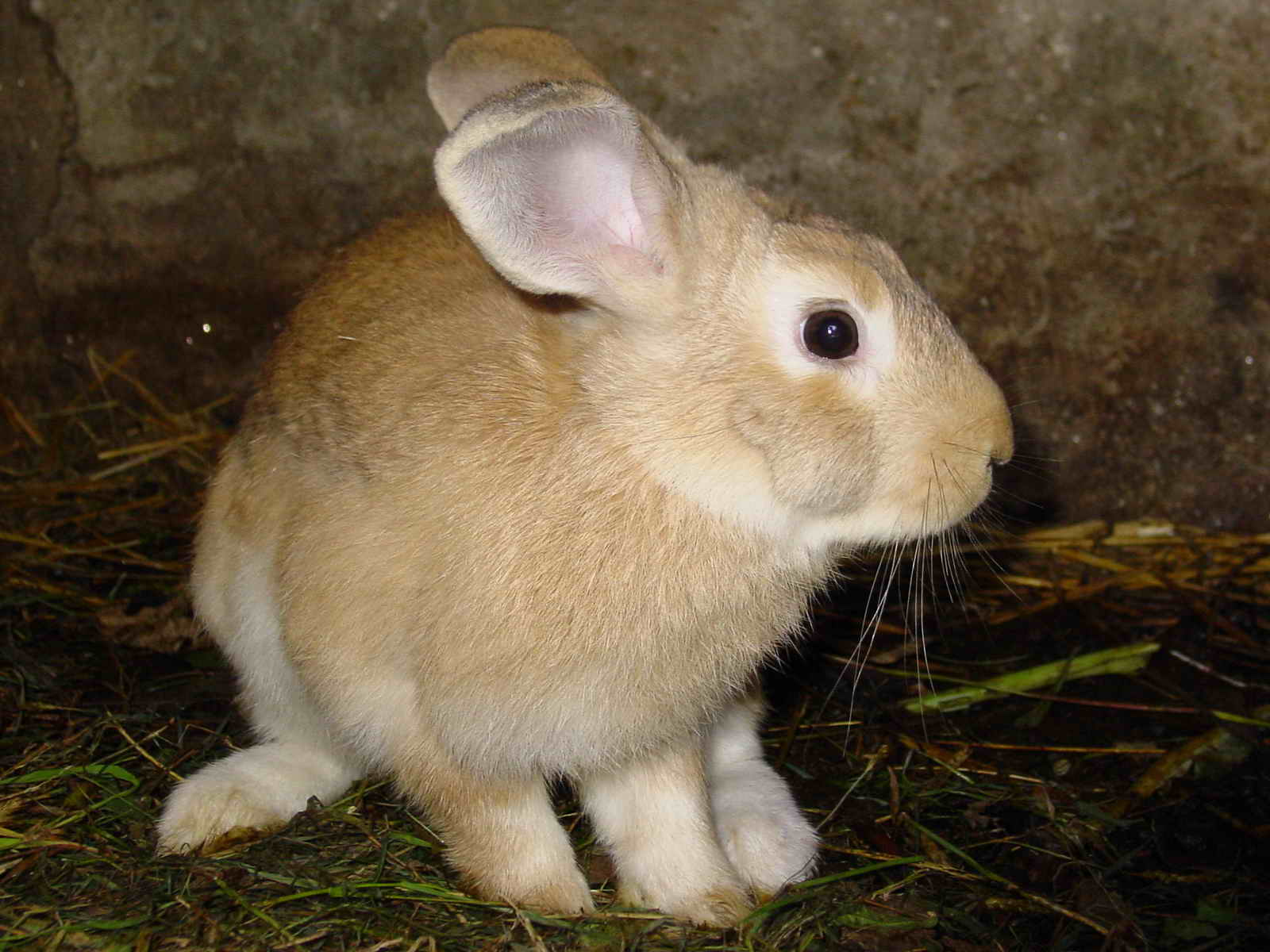
أرنب تربية

تربية الأرانب (بالفرنسية: Cuniculture)‏ هي تربية إنتاجية للأرانب عادة، تطورت خلال العصور الوسطى في أوروبا لكن انطلاقتها الحقيقية في العالم كانت في الآونة الأخيرة فقط. الغرض الرئيسي منها هو إنتاج اللحوم وأحيانا الصوف (أرنب الأنجورا) أو الفراء، تربى أيضاً كحيوانات مختبرية لإجراء التجارب وتربى للتسلية بالنسبة للبعض والذين يقومون بتقديم حيواناتهم الأصيلة في المعارض. في الآونة الأخيرة تمت تربية الأرانب كحيوانات منزلية.
تتنوع أساليب تربية الأرانب. سابقاً كانت تربى في الجحور واليوم نجد أنواعاً مختلفة من التربيات.
- المزارع العائلية التقليدية لتربية الأرانب: منتوجها موجه للاستهلاك الذاتي ولها تقنيات أقل كثافة.
- مزارع تربية الأرانب القياسية: كبيرة وتتم في أقفاص سقفها من الشبك، تمارس تقنيات التربية في زمر والتلقيح الاصطناعي ولها دورة إنتاج قصيرة جدا ما يجعلها مثمرة للغاية.

إنتاج الأرانب هامشي بالمقارنة مع غيرها من حيوانات المزرعة. الواقع أن قلة من الناس يعرفون كيفية طبخ وأكل لحوم الأرانب. المنتجون الرئيسيون هم الدول الأوروبية من بينها فرنسا، إسبانيا وألمانيا التي تنتج اللحوم والفراء، تعد الصين أكبر منتج في العالم للحوم والفراء ومصدر مهم جدا، أمريكا الجنوبية تنتج الفراء للتصدير.
إجمالاً يتم إنتاج 225,000 طن من اللحوم و 9،000 طن من الفراء سنويا في جميع أنحاء العالم.

## تاريخ تربية الأرانب

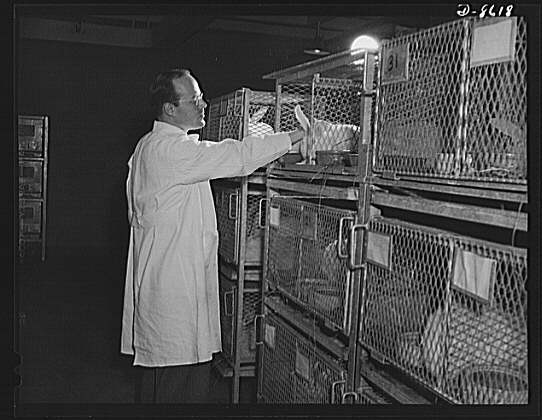
توضع أرانب في أقفاص لأجل الاختبارات العلمية

### بدايات التربية
زار الملاحون الفينيقيون سواحل إسبانيا في القرن 12 قبل الميلاد أخطاؤا بين الأرنب الأوربي وبين نوع من أرضهم (باللاتينية: Procavia capensis) وبر صخري، وأعطوه اسم (i-shepan-ham) أي أرض الأرانب أو جزيرة الأرانب. يوجد نظرية بأن تحور الاسم، استخدم من قبل الرومان، لأن الاسم اللاتيني لإسبانيا هو هسبانيا على الرغم من أن هذه النظرية لا تزال محل جدل.
تم تربية الأرانب الأوربية ببطء من مجموعات التربية لأجل الألعاب وتربية الحيوان إلى الشحنات البحرية من الطعام إلى روما خلال سيطرتها على البحر المتوسط عندما كانت تشحن الأرانب من إسبانيا. استورد الرومان أيضاً ابن مقرض لأجل صيد الأرانب، وبعدها وزع الرومان الأرانب ومكان عيشها إلى بقية إيطاليا، فرنسا، وعبر الإمبراطورية الرومانية، وحتى جزر بريطانيا.
كانت الأرانب توضع على حد سواء في المناطق المسوّرة أو المناطق المحمية بشكل واسع، في جزر بريطانيا، كانت تسمى هذه المناطق بالمطردة (بالإنجليزية: warrens)‏ أو الفناء (بالإنجليزية: garths)‏، وكانت تسمى الأرانب بالوبر (بالإنجليزية: coneys)‏، للتمييز بينهم وبين الأرانب الوحشية (سلالة منفصلة).

### الترويض
في نظام المطردة كانت الأرانب تربّى وتصطاد لكنها لم توضع في مزارع متخصصة. جاءت كيفية ترويض الأرانب من روما. قام الرهبان المسيحيون بتربية الأرانب عبر الشرق الأوسط وأوروبا منذ القرن الخامس على الأقل. البابا غريغوري الذي عُيّن بمرسوم بابوي في سنة 600 بعد الميلاد سمح بأكل الأرانب الصغيرة خلال الصوم الكبير، مما عزز شعبية الأرانب، ويعتبر هذا الموعد التوقيت الحقيقي لتربية الأرانب بشكل مروض. بينما الأرانب سمح لها بأن تتجول بكل حرية داخل أسوار الدير، كانت طريقة تخصيص ساحة للأرانب أو حفر للأرانب أكثر شيوعاً. يصنع سور ساحة الأرانب من الأجر ويدعم بالإسمنت، وحفر الأرانب تشبهها إلى حد كبير، لكن أقل تدعيم للجدار وأكثر انخفاضاً بالعلو.
يمكن أن يوجد علب فردية أو مكان للسكن على طول الحائط. توضع الأرانب في مجموعات في حفرها أو ساحتها، عند الرغبة باللحم أو الجلد تؤخذ بشكل فردي. من حفرها، والتي لا تسمح بالتنظيف بسهولة أو المعالجة السريعة للأرانب أو لنوع محدد.تحول مربو الأرانب إلى الأقفاص أو حظائر الفردية، والتي تصنع من الخشب بشكل أساسي لكن في الوقت الحاضر تصنع من المعدن من أجل تحسين الصحة العامة.

## مرافق التربية

### مباني التربية الحديثة
هذا لمن يعتنون بالأرانب في المنزل أدفن تحت الأرض شبك لكي لا يخرج تقريبا خمس أمتار وضع الشبك الناعم لكي لا تدخل الفئران وهي التي تأكل الأرانب حديث الوالدة وعش الأرنب ليس من الضروري أن يكون مدفون تحت الأرض يمكنك تكوينها من الحجارة والخشب والرمل لكن بطريقة جيدة لا تجعل فيها فتحات صغيرة أو مسامات فقط فتحة واحدة يمكن من الأرنب الدخول والخروج منها.

## التغذية
تتغذى الأرانب أساسا على العشب فهو غذائها الطبيعي ولكن منذ أن أصبحت حيوانات داجنة وتعيش تحت يدي الإنسان أصبحت تتغذى على أعلاف اصطناعية تتكون أساسا من الذرة.

## الأمراض

### أمراض بكتيرية
1- مرض التسمم الدموي وأعراضه:
فقدان الشهية حيث يعزف الأرنب عن تناول الأكل وعدم الحركة والانزواء والانعزال عن القطيع وارتفاع درجة الحرارة وسرعة النبض والتنفس وظهور خراريج بالجسم.
سبب المرض:
بكتيريا من نوع الباسترلا تصيب الأرانب عن طريق الجروح وهو مرض وبائي خطير يفتك بالأرانب لسرعة تكاثر الميكروب.

### أمراض طفيلية
تظهر هذه الامراض عادة بسبب قلة النظافة من الفطريات والجرب وأمراض عدة للوقاية منها يجب الاعتناء بالنظافة الدائمة والتطعيمات مثل أفموك وأوكسيديا.

## توجه التربية

### تربية من أجل اللحم
تربّى الأرانب حول العالم لأجل لحمها بأوضاع وأشكال مختلفة. تبقى التربية على المستوى الصغير أو التربية في المنازل شائعة في العديد من البلاد، بينما يتركز المستوى الصناعي في دول أوروبا وآسيا. تربّى السلالات المحلية المتنوعة في المشاريع الصغيرة. يمكن أن تربّى السلالات المحلية «المتوارثة» (مثلا:سلالة محلية) في منطقة جغرافية محددة. يمكن أن تستخدم الحيوانات المنتقاة لأجل أهداف أخرى (اختبارات، معارض، الصوف، حيوانات أليفة) في إنتاج اللحم (خصوصاً في المشاريع الصغيرة). على أي حال، نادراً ما تربّى الأرانب الأقزام لأجل إنتاج اللحم، بسبب حجمها الصغير، نموها البطيء، والأعداد القليلة من الصغار في الدفعة الواحدة. كذلك، السلالات الكبيرة (أربعة عشرة باوند وما فوق للأرنب البالغ) ليست شائعة لإنتاج اللحم، بسبب معدلات النمو الطويلة والتي تعني كلفة كبيرة للغذاء وحجم عظم كبير الذي يقلل من نسبة الجلد المنزوع.

### تربية من أجل الصوف والفراء

#### أرانب الصوف
تنتج الأرانب مثل الأنغورا والأمريكي فزي لوب (بالإنجليزية: American Fuzzy Lop)‏ وجيسي والي (بالإنجليزية: Jersey Wooly)‏ الصوف، بما أن سلالتي الأمريكي فزي لوب وجيسي من النوع القزم، فإن سلالة الأنغورا هي الأكثر انتشارا مثل الأنغورا الإنكليزي والأنغورا الساتاني، الانغورا العملاق، الأنغورا الفرنسي التي تستخدم بكثرة في إنتاج الصوف. يجز ويمشط الصوف الطويل أو بالاقتلاع (سحب الشعر بشكل خفيف أثناء انسلاخه)، وبعد ذلك ينسج ويحول إلى خيوط تستخدم في كثير من المنتجات. تباع الكنزات المصنوعة من صوف الأنغورا في العديد من متاجر الملابس وعادة يمزج صوف الأرانب مع أنواع أخرى من الصوف.

## معرض صور

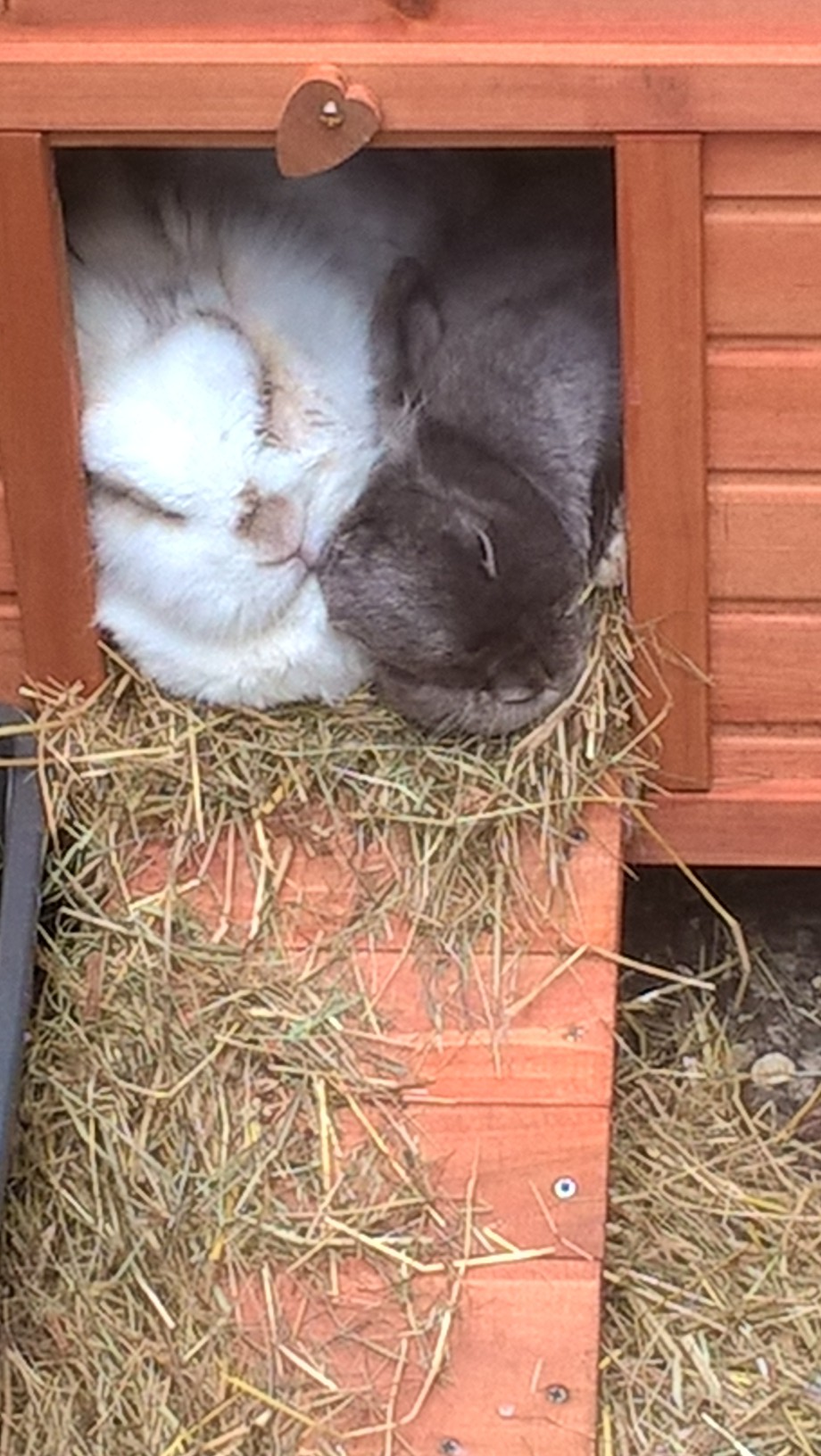
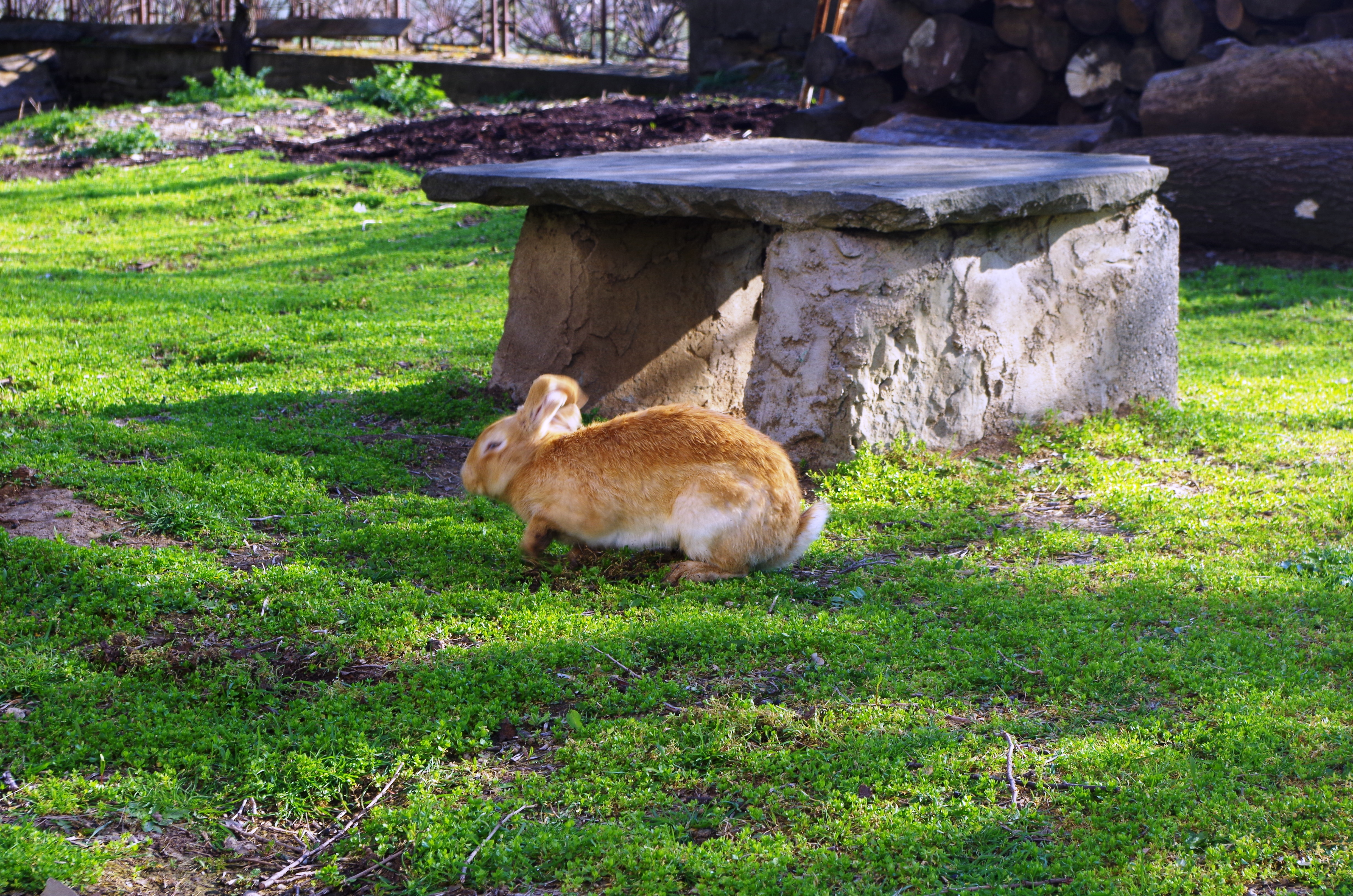
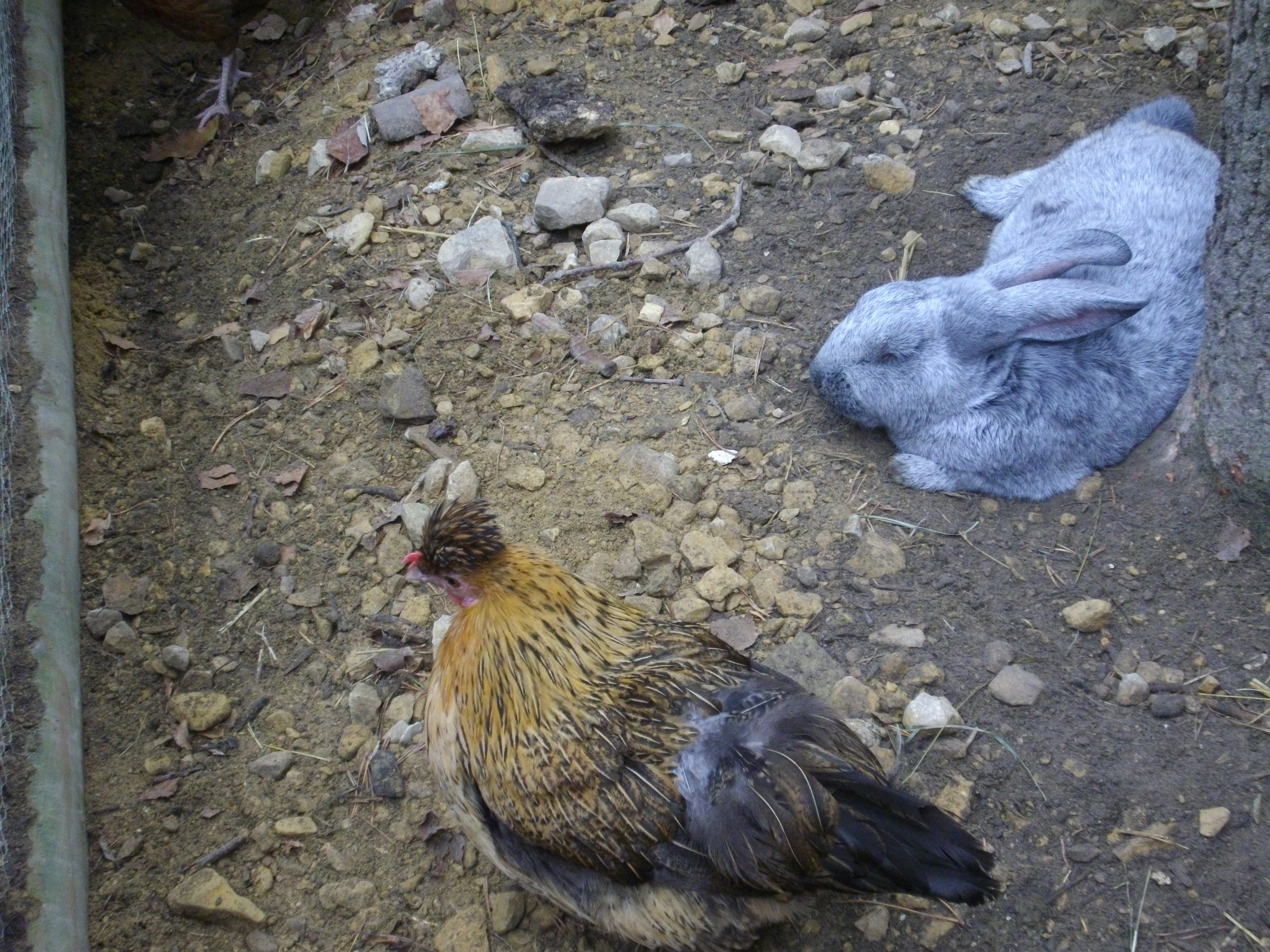
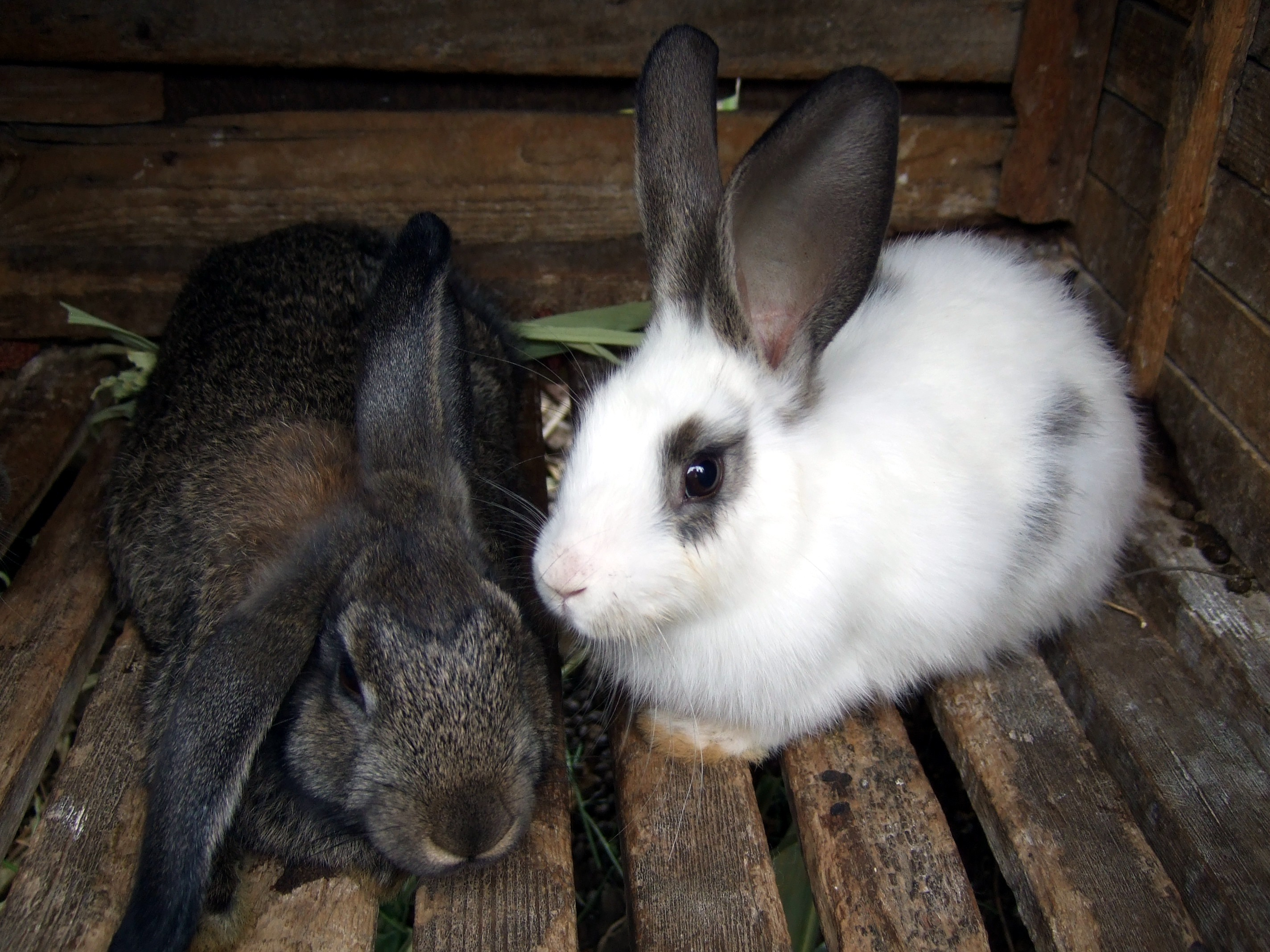

### استعمالات أخرى
تربية من أجل الكسب المادي